# Ruslán Kokáyev
Ruslán Kokáyev –en ruso, Руслан Кокаев; en armenio, Ռուսլան Կոկաև– (Vladikavkaz, 12 de septiembre de 1980) es un deportista ruso de origen osetio que compitió para Armenia en lucha libre. Ganó dos medallas en el Campeonato Europeo de Lucha, oro en 2004 y plata en 2006.

## Palmarés internacional
| Representando a Rusia   |                  |                  |           |
| Campeonato Europeo      |                  |                  |           |
| Año                     | Lugar            | Medalla          | Categoría |
| 2004                    | Ankara (Turquía) | Medalla de oro   | 74 kg     |
| Representando a Armenia |                  |                  |           |
| Campeonato Europeo      |                  |                  |           |
| Año                     | Lugar            | Medalla          | Categoría |
| 2006                    | Moscú (Rusia)    | Medalla de plata | 74 kg     |